# Pieniądze, dziewczyny, zwrotki
Pieniądze, dziewczyny, zwrotki – singel polskiego rapera Okiego, promujący album studyjny, zatytułowany Produkt47. Singel został wydany 2 czerwca 2022.
Nagranie otrzymało w Polsce certyfikat dwukrotnie platynowego singla, przekraczając liczbę 100 tysięcy sprzedanych kopii.

## Geneza utworu i historia wydania
Utwór napisali i skomponowali @atutowy i Oskar Kamiński.
Singel ukazał się w formacie digital download 1 czerwca 2022 w Polsce za pośrednictwem wytwórni płytowej 2020 w dystrybucji Universal Music Polska. Kompozycja została umieszczona na debiutanckim albumie studyjnym Okiego – Produkt47.

## Teledysk
Do utworu powstał teledysk, który udostępniono 2 czerwca 2022 za pośrednictwem serwisu YouTube. W klipie gościnnie wystąpili m.in Young Igi, Otsochodzi, Pat Kustoms oraz Tromba.

## Lista utworów
- Digital download[4]

1. „Pieniądze, dziewczyny, zwrotki” – 3:03

## Certyfikaty
| Kraj          | Certyfikat         | Sprzedaż |
| ------------- | ------------------ | -------- |
| Polska (ZPAV) | 2x platynowa płyta | 100 000+ |